# Jingisukan
Le jingisukan (ジンギスカン, « Gengis Khan ») est un plat japonais à base d'agneau préparé sur un gril dont la forme s’inspire de la forme d'un casque de soldat mongol. Ce plat est particulièrement populaire dans le nord de l'île de Hokkaidō, en Thaïlande et en Chine (appelé 烤羊肉, kǎo yángròu). C'est un plat atypique de la cuisine japonaise, dans laquelle l'agneau n'est quasiment pas utilisé.

## Origines
Les origines du jingisukan ne sont pas totalement connues. Selon la version la plus répandue, l'empire du Japon durant la Première Guerre mondiale a souhaité atteindre un cheptel d'au moins un million de moutons afin de fournir aux soldats des uniformes en laine contre le froid. Cependant, tous furent abandonnés, excepté ceux d'Hokkaidō (Takikawa et Tsukisamu). Il est probable que les soldats en service en Mandchourie aient mangé du kuyangrou, un plat chinois à base d'agneau car l'usage de mouton ou d'agneau n'était jusque-là pas répandu dans la cuisine japonaise.
Outre Hokkaidō, la ville de Tōno (dans la préfecture d’Iwate) revendique également la paternité du plat. Miyoshi Anbe aurait été la première personne à le proposer à ses clients à Tōno, après être revenu de son poste militaire lors de la colonisation de la Mandchourie. En 2007, le Ministère de l'Agriculture, des Forêts et de la Pêche attribue officiellement l'invention du plat à Hokkaidō.

### Origines du nom
L'origine du nom du jingisukan est inconnue. Il pourrait venir de la forme du gril qui ressemble à un casque mongol, ce qui expliquerait qu'on lui ait donné le nom de l'empereur de Mongolie Gengis Khan. Selon une autre légende, ce plat aurait été inventé par Gengis Khan lui-même pour redonner du moral à ses troupes, et selon une autre encore, il s'agissait de son plat favori. Selon Masuno Asada (ja) dans son livre de 1963 intitulé Mon père et Gengis Khan, c'est Tokuzō Komai (ja), membre du conseil d'État des Affaires générales au Mandchoukouo, qui lui donne en premier ce nom. Selon l'historien de l'alimentation Keiichi Takaishi, le nom provient du journaliste Yoshiji Washizawa (ja) qui, en 1883, déguste un plat à base de mouton dans un restaurant à Pékin avec un collègue. Comme il leur rappelait un plat similaire existant en Mongolie, le plat fut appelé « Gengis Khan ».

## Développement
La première mention du jingisukan date d'un livre de recettes de 1931, Des moutons et de leur élevage (緬羊と其の飼ひ方), par Kihei Yamada, directeur de la ferme ovine Tsukisamu à Hokkaidō et le premier restaurant spécialisé ouvre à Tokyo en 1936 par Matsui Hatsutaro. Après la Seconde Guerre mondiale, un restaurant spécialisé ouvre ses portes en 1946 à Sapporo. Le restaurant de Miyoshi Anbe à Tōno se lance en 1955. Au début des années 2000, la crise de la vache folle pousse les Japonais à trouver une alternative au bœuf. Depuis, plusieurs restaurants spécialisés ont ouvert à Sapporo et à Asahikawa. Le Tsukisappu Jingisukan Club, situé à Sapporo, est un club privé fréquenté par les célébrités et dont le jingisukan est la spécialité.

## Caractéristiques culinaires
Le jingisukan est un plat à base de viande d'agneau, voire de mouton grillé, une viande plutôt inhabituelle au Japon, grillée sur un gril bombé. La viande, accompagnée de légumes cuits, peut être marinée.
La viande d’agneau ou de mouton est riche en protéines, en fer et en vitamines B et faible en calories. 

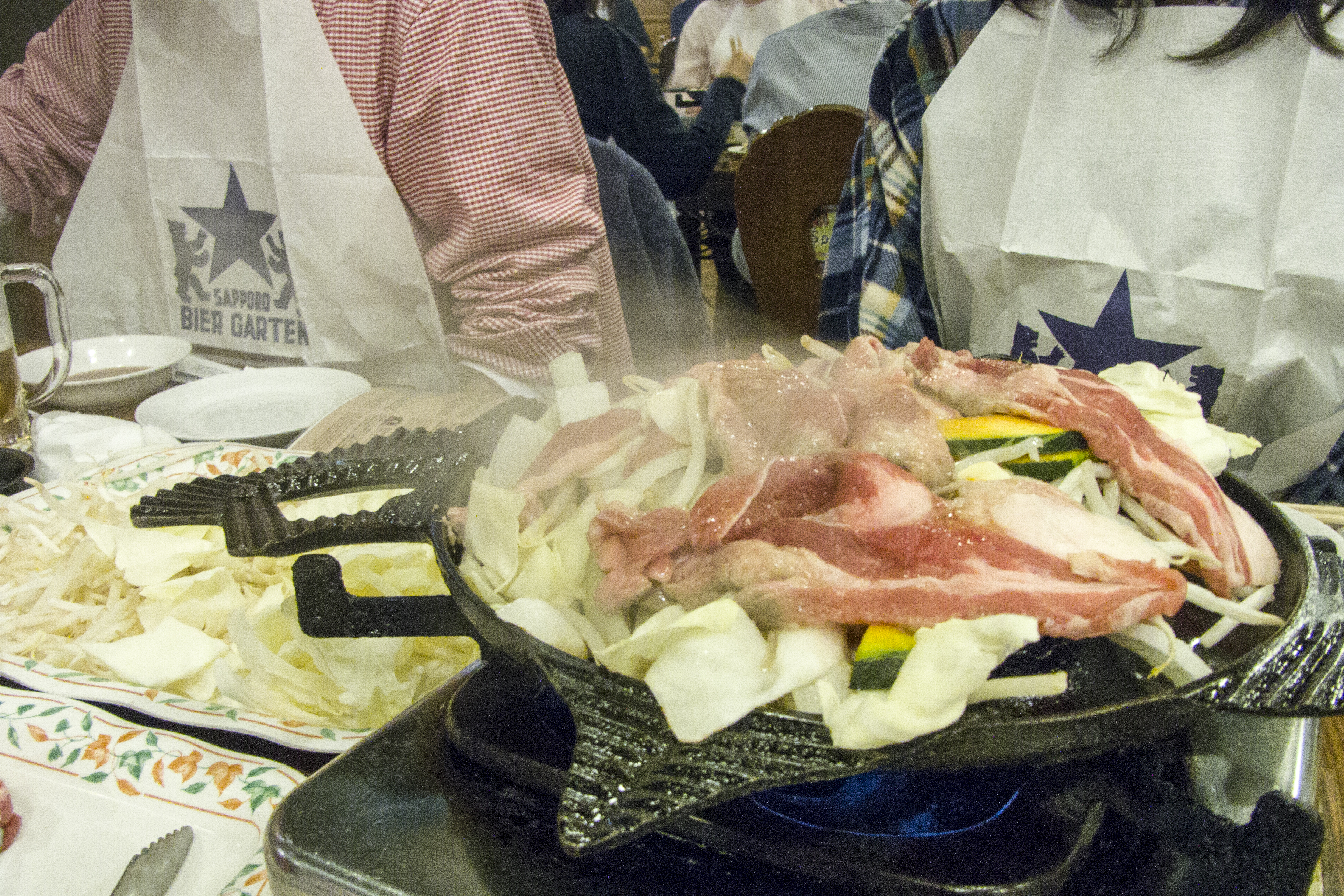
Jingisukan en train de cuire.
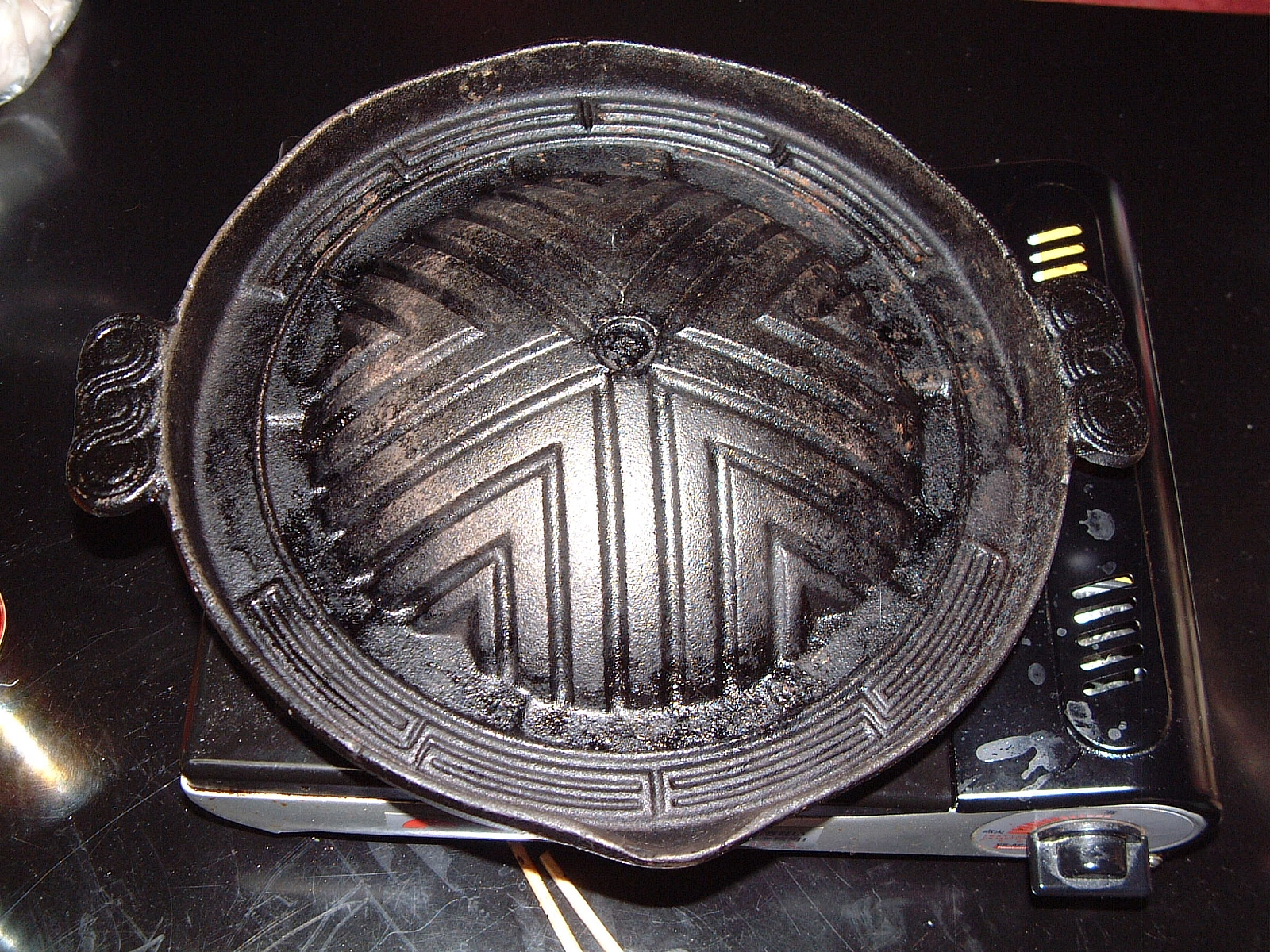
Gril pour jingisukan.
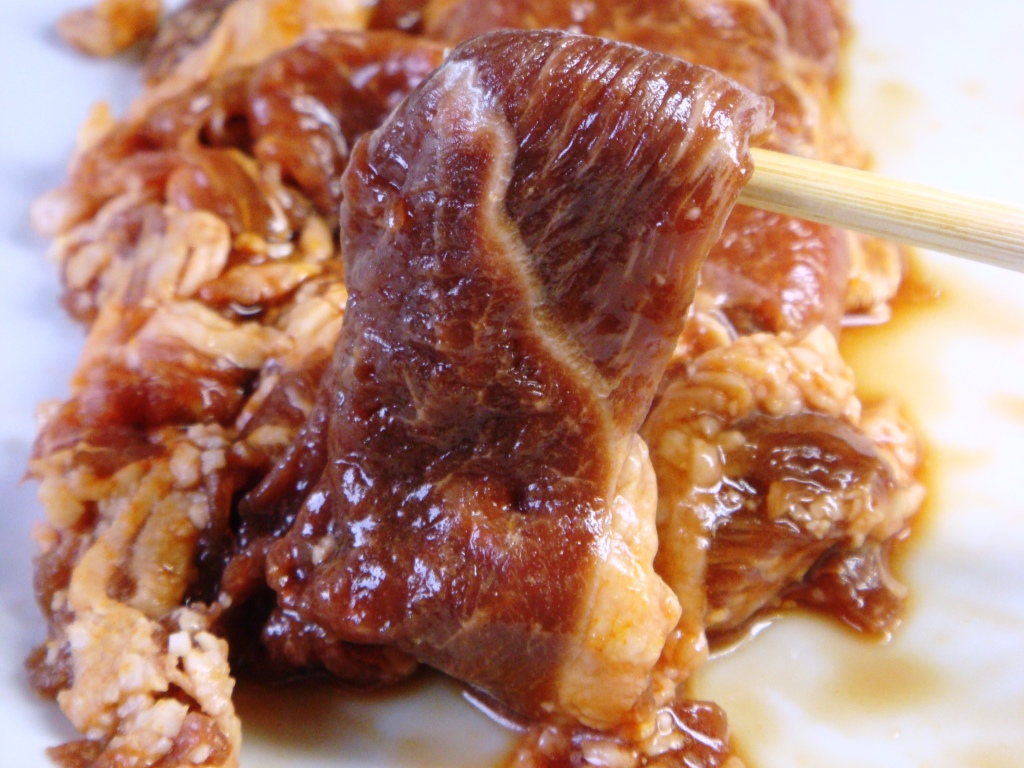
Viande cuite dans un jingisukan.